# Dulcy Fankam
Dulcy Fankam Mendjiadeu (Nkongsamba, 26 luglio 1999) è una cestista camerunese, professionista nella WNBA.

## Carriera
È stata selezionata dalle Seattle Storm al secondo giro del Draft WNBA 2023 (21ª scelta assoluta).
Con il Camerun ha disputato i Campionati africani del 2021.